# Secret of the Runes
Secret of the Runes es un álbum conceptual de la banda de metal sinfónico Therion que trata acerca del Árbol de los Mundos de la mitología nórdica. Se hizo una canción por cada uno de los nueve mundos que existen en ese árbol. Habla del secreto de las runas de cada mundo. Es decir, el secreto de cada mundo es su correspondiente runa, y el secreto de cada runa es que no sólo es un símbolo, sino que posee un significado espiritual oculto detrás de cada signo. Con un prólogo y un epílogo, las nueve canciones se dedican a otros tantos mundos.

## Lista de canciones
1. "Ginnungagap (Prologue)"
2. "Midgård"
3. "Asgård"
4. "Jötunheim"
5. "Schwarzalbenheim"
6. "Ljusalfheim"
7. "Muspelheim"
8. "Nifelheim"
9. "Vanaheim"
10. "Helheim"
11. "Secret of the Runes (Epilogue)"

### Edición Digipak
La edición Digipak contiene dos bonus tracks:
1. "Crying Days" (Scorpions cover) - 4:32
2. "Summer Night City" (ABBA cover) - 4:55

### Edición limitada
La edición limitada contiene también dos bonus tracks:
1. "The Wings of the Hydra (live)"
2. "Black Sun (live)".

## Integrantes
- Christofer Johnsson - Guitarra rítmica, teclados y percusión
- Kristian Niemann - Guitarra
- Johan Niemann - Bajo
- Sami Karppinen - Batería

- Datos: Q1929506